# Lee Wan-koo
Lee Wan-koo (tiếng Hàn: 이완구; sinh ngày 2 tháng 6 năm 1950 - 14 tháng 10 năm 2021) là một chính trị gia Hàn Quốc. Ông là Thủ tướng thứ 43 của Đại Hàn Hàn Quốc.

## Tiểu sử
Lee sinh ra ở Cheongyang, tỉnh Chungcheong Nam. Sau khi tốt nghiệp Đại học Thành Quân Quán, ông trở thành một viên chức trong Ban Kế hoạch Kinh tế (nay là Bộ Chiến lược và Tài chính Hàn Quốc) và sau đó chuyển đến công tác tại Cơ quan Cảnh sát Quốc gia. Từ năm 1982 đến năm 1984, ông theo học tại Đại học Bang Michigan ở Hoa Kỳ và nhận bằng Thạc sĩ về Tư pháp hình sự. Từ năm 1986 đến năm 1989, Lee là Lãnh sự Tổng Lãnh sự quán Hàn Quốc tại Los Angeles, Hoa Kỳ.
Năm 1996, Lee bước vào chính trường. Ông gia nhập Đảng Saenuri trong cuộc bầu cử năm 1996 và được bầu làm Nghĩ sĩ của Quốc hội Hàn Quốc. Trong cuộc bầu cử năm 2006, ông được bầu làm Thống đốc tỉnh Chungcheong Nam. Ông đã từ chức Thống đốc tỉnh vào ngày 23 tháng 12 năm 2009.
Lee được chẩn đoán mắc bệnh ung thư máu. Sau khi hồi phục, năm 2013, ông tiếp tục tranh cử và được bầu làm thành viên của Quốc hội Hàn Quốc. Năm 2014, ông trở thành lãnh đạo của Đảng Thế giới Mới (Đảng Saenuri).
Ngày 23 tháng 1 năm 2015, Tổng thống Park Geun-hye đã bổ nhiệm Lee giữ chức Thủ tướng Hàn Quốc. Là một nghị sĩ Quốc hội ba nhiệm kỳ, cựu thống đốc của tỉnh Nam Chungcheong, cựu chủ tịch Đảng Saenuri Lee Wan-koo đã được Quốc hội bỏ phiếu thông qua với 148/128 phiếu, chính thức trở thành Thủ tướng Hàn Quốc vào ngày 16 tháng 2 năm 2015, đây là nỗ lực của Tổng thống Park trong việc tìm kiếm người thay thế Thủ tướng Jung Hong-won sau vụ chìm phà Sewol hôm 16 tháng 4 năm 2014.
Ngày 20 tháng 4 năm 2015, Thủ tướng Hàn Quốc Lee Wan-koo đã đệ đơn xin từ chức lên Tổng thống Hàn Quốc Park Geun-hye sau khi có cáo buộc ông nhận hối lộ từ một doanh nhân đã tự tử. Ông bị nghi ngờ nhận hối lộ 30 triệu won tiền mặt (27.785 USD) từ Chủ tịch tập đoàn Keangnam Enterprises Sung Wan-jong trong lúc chạy đua vào Quốc hội hồi tháng 4 năm 2013. Ngày 9 tháng 4 năm 2015, ông Sung Wan-jong đã tự tử để lại một tờ giấy viết tay ghi tên những chính trị gia cấp cao và số tiền hối lộ cho từng người, trong đó có tên ông Lee Wan-koo. Tổng thống Park Geun-hye đã chấp thuận sự từ chức của Lee. Ông chính thức từ chức vào ngày 27 tháng 4 năm 2015.
Ông qua đời ngày 14 tháng 10 năm 2021 do bệnh ung thư máu,thọ 71 tuổi